# Регулярне просте число
У теорії чисел регулярне просте число — будь-яке просте число {\displaystyle p}, для якого число класів ідеалів кругового поля не ділиться на {\displaystyle p}. Решта простих непарних чисел називають іррегулярними.
Декілька перших регулярних простих чисел:
3, 5, 7, 11, 13, 17, 19, 23, 29, 31, 41, …

## Властивості
Регулярні числа це точно куммерові прості числа, проте доведення цього досить складне. Для перевірки числа на куммеровість можна використати так званий критерій Куммера: {\displaystyle p} куммерове тоді й лише тоді, коли чисельники всіх чисел Бернуллі {\displaystyle B_{2},B_{4},\dots ,B_{p-3}} не діляться на {\displaystyle p}.
Припускають, що регулярних простих чисел дуже багато, проте це твердження не доведено.
Регулярні числа ввів Куммер, коли намагався довести теорему Ферма. Одна з отриманих теорем, з урахуванням збігу регулярності та кумеровості, стверджує:
Якщо просте {\displaystyle p} регулярне, то для нього рівняння {\displaystyle x^{p}+y^{p}=z^{p}} не має розв'язків у натуральних числах.

## Іррегулярне просте число
Просте число, яке не є регулярним, називають іррегулярним простим числом. Декілька перших іррегулярних простих чисел:
37, 59, 67, 101, 103, 131, 149, 157, 233, 257, 263, 271, 283, 293, …
Єнсен довів, що існує безліч іррегулярних простих чисел.

## Іррегулярні пари
Якщо {\displaystyle p} — іррегулярне просте число, то {\displaystyle p} ділить без остачі чисельник числа Бернуллі {\displaystyle B_{2k}} для деякого парного індексу {\displaystyle 2k} в інтервалі {\displaystyle 0<2k<p-1}. При цьому пару чисел {\displaystyle (p,2k)} називають іррегулярною парою. Перші кілька іррегулярних пар:
(691, 12), (3617, 16), (43867, 18), (283, 20), (617, 20), (131, 22), (593, 22), (103, 24), …
Для заданого простого {\displaystyle p} число таких пар називають індексом нерегулярності числа {\displaystyle p}. Таким чином, просте число регулярне тоді й лише тоді, коли індекс іррегулярності дорівнює нулю. Аналогічно, просте число іррегулярне тоді й лише тоді, коли його індекс іррегулярності додатний.
Виявлено, що при {\displaystyle p<30000} пара {\displaystyle (p,p-3)} є іррегулярною лише для простого числа Волстенголма {\displaystyle p=16843}.